# هرقلية عملاقة
هرقلية عملاقة (الاسم العلمي:Heracleum giganteum) هي نوع غير مؤكد من النباتات يتبع جنس الهرقلية من الفصيلة الخيمية.